# Анілович Веніамін Якович
Анілович Веніамін Якович (нар. 12 травня 1930 — пом. грудень 2001) — професор, Заслужений діяч науки і техніки України; академік Інженерної Академії України і Російської Академії проблем якості, доктор технічних наук Харківського національного технічного університету сільського господарства імені Петра Василенка.

## Біографія

Могила Аніловича Веніаміна Яковича на Дев'ятому міському кладовищі Харкова

Веніамін Якович народився 12 травня 1930 року в м. Харкові в сім'ї службовців.
У 1953 році закінчив інженерно-фізичний факультет Харківського політехнічного інституту за спеціальністю «Динаміка та міцність машин».
У 1960 році створення розрахунково-теоретичного бюро тракторного виробництва Харківського тракторного заводу.
У 1961 році Веніаміном Яковичем була організована перша лабораторія динаміки, яка проводила дослідження на високому науковому рівні.
До 1962 року працював на Харківському тракторному заводі на різних посадах — від інженера відділу головного конструктора до керівника організаційного бюро розрахунків та дослідів. За період роботи виконав і впровадив низку оригінальних дослідів у галузі динаміки та міцності тракторів, спрямованих на підвищення їх надійності.
У 1962 році його запросили керівником відділу надійності УкрНПСХОМа під назвою «Інженерні методи розрахунку».
З 1962 по 1917 роки продовжив наукову діяльність в Українському науково-дослідному інституті сільськогосподарського машинобудування, де він організував та очолив наукову лабораторію надійності сільськогосподарських машин, в якій проводилися і впроваджувалися в галузі сільськогосподарського машинобудування наукові розробки по підвищенню надійності цукрово- та кукурудзозбиральної техніки на основі статистичних методів динамічних розрахунків. Рівень та результативність цих розробок дали можливість в Українському науково-дослідному інституті сільськогосподарського машинобудування наукову школу і обґрунтувати головні шляхи і методи забезпечення надійності сільськогосподарської техніки.
У 1966 році разом з друзями-колегами написав і видав велику системотехнічну книгу «Конструювання і розрахунок сільськогосподарських тракторів».
У 1967 році Веніамін Анілович підготував і захистив докторську дисертацію «Статистична теорія підресорювання машинно-тракторних агрегатів» (у співавторстві з І. Б. Барським і Г. М. Кутьковим) монографія «Динаміка трактора».
У 1969 році за успішну науково-дослідницьку і викладацьку роботу, підготовку кандидатів наук Веніаміну Яковичу було присвоєно вчене звання професора.
У 1971 році Веніамін Анілович працює в Харківському інституті механізації та електрифікації сільського господарства, де організував та очолив кафедру «Надійністі, довговічності і опір матеріалів» — перша кафедра такого профілю серед сільськогосподарських вузів колишнього Радянського Союзу.
У 1972 році професором Веніаміном Аніловичем вперше на факультеті механізації для студентів та викладачів був прочитаний курс лекцій «Основи надійності сільськогосподарської техніки».
У 1973 році при кафедрі була організована галузева науково-дослідна лабораторія підвищення надійності тракторів для обслуговування заводів тракторного та сільськогосподарського машинобудування, яка розробляла і впроваджувала результати дослідів професора та його учнів, що сприяло подальшому розвитку наукової школи та галузевого центру з проблем надійності.
У 1974 році вийшла книга «Динаміка трактора»; разом зі своїмт учнями видав нову книгу «Експлуатаційна надійність сільськогосподарських машин»; завідувач кафедри "«Сопромата и надежности» Харківського інституту механізації та електрифікації сільського господарства.
У 1976 році доповнює і перевидає довідник «Конструювання і розрахунок сільськогосподарських тракторів».
У 1986 році видається нова книга «Прогнозування надійності тракторів».
У 1989 році видається нова книга «Забезпечення надійності сільськогосподарської техніки».
У 1990 році була опублікована стаття в «Вісник сільськогосподарських наук», видається ВАСГНІЛ спільно з Северневим М. М.
У 1993 році Веніамін Якович був обраний академіком Інженерної академії України.
У 1995 році Веніамін Якович член докторської Ради із захисту в Інституті проблем машинобудування, очолювана Подгорним А. Н.
У 1996 році виходить підручник «Міцність і надійність машин»; виходить автобіографічна книга «Мій шлях у галузеву науку».
У 1998 році опублікована фундаментальна оглядова стаття «Розвиток теорії забезпечення надійності сільськогосподарської техніки».
У 2000 році Веніамін Якович відсвяткував своє 70-річчя.
У 2001 році виходить прикладна проілюстрована книга «Надійність машин в завданнях і прикладах»: повчальна стаття в ювілейному збірнику НАУ «Проектування — основа забезпечення надійності машин»; виходить книга «Надійність машин».
У грудні 2001 року помер.
У 2004 році вийшла остання книга у співавторстві з Л. В. Погорілим «Испытания сельскохозяйственной техники: научно-методические основы оценки прогнозирования надежности сельскохозяйственных машин».

## Праці
Неоцінимий внесок зробив Веніамін Якович в створенні наукової школи фахівців з надійності машин. Під його керівництвом були підготовлені теоретичний навчальний посібник «Міцність та надійність машин» і практичний посібник «Надійність машин в задачах і прикладах». Він залишив після себе фундаментальну наукову спадщину: сформував загальновизнану в СРСР і в Україні наукову школу з надійності, написав 14 монографій і книжок та 386 наукових праць, в тому числі 65 авторських свідоцтв на винаходи.
Формування наукової школи здійснювалось на основі співпраці кафедри і відділу головного конструктора Харківського тракторного заводу ім. С. Орджонікідзе, яким керував Б. П. Кушуба з 1952 по 1982 роки.

## Відзнаки та нагороди
«Заслужений діяч науки і техніки України» (1992)